# Synchlora hebescens
Callisteuma hebescens là một loài bướm đêm trong họ Geometridae.